# 山口靖
山口 靖（やまぐち やすし、1968年〈昭和43年〉10月10日 - ）は、日本の農林水産官僚。

## 来歴
山形県山形市出身。山形県立山形東高等学校を経て、1992年（平成4年）3月、東京大学経済学部を卒業。同年4月、農林水産省に入省（Ⅰ種・経済）。入省後、農林水産省大臣官房文書課課長補佐、同企画評価課企画官、農林水産大臣秘書官などを経て、2008年（平成20年）8月、農林水産省大臣官房政策課上席企画官に就任。在任中、東日本大震災の復興ビジョンづくりに携わった。2011年（平成23年）9月1日には食料産業局食品小売サービス課外食産業室長に就任。「食ビジョン」を取りまとめ、各方面と協働する枠組みを作った。その後、経営局金融調整課長、林野庁林政部企画課長、農林水産大臣官房政策課長を歴任。
2020年（令和2年）8月3日、農村振興局農村政策部長に就任。
2022年（令和4年）6月16日、農林水産省大臣官房輸出促進審議官に就任。
2024年（令和6年）7月5日、農林水産省大臣官房総括審議官に就任。
2025年（令和7年）7月1日、農産局長に就任。